# Project64
Project64（プロジェクトシックスティーフォー）は、オープンソースで開発されているNINTENDO 64、64DDのゲームエミュレータである。対応プラットフォームはWindowsのみ。
なお、このソフトウェアは任天堂によって公認されたものではない。

## 概要
古くから開発され続けていることもあって、一番性能の良いNINTENDO64エミュレータと評価を受けている。
現在はWindows版のみがリリースされているが、将来的にはその他のプラットフォームへの移植が計画されている。

## 特徴
Project64は、BIOSを必要としないにもかかわらず、基本的な機能を備え、マルチプレイヤーをサポートし、アスペクト比を変更することができる。標準で日本語に対応している。

### プラグイン
プラグイン方式を採用している。これにより、ゲームソフトによって相性が出る場合でもプラグインを切り替えることで互換性を保つことが可能である。
開発者の1人であるjabo氏が開発したビデオ・オーディオ・入力プラグインが長らくデフォルトで同梱されてきた。その後はアップデートを重ね、新しいプラグインに置き換えられているほか、GLideN64とN-Rageの入力プラグインが付属しており、これらも推奨されている。ユーザーが自分で追加のプラグインをインストールすることもできる。
また、KailleraやAQZといったプラグインを用いた、オンラインプレイに対応している。

### 問題点

#### マルウェアと広告
バージョン2.2まで、公式のインストーラーには、オプトアウトマルウェアが含まれていたが、2016年7月になって、マルウェアはソースコードとインストーラーの両方から削除された。
バージョン2.3以降では、複数回起動した後にProject 64を起動すると、広告が強制的にポップアップ表示されるようになった。

#### ブルースクリーン
バージョン2.0以降では、Windows 10で起動しようとするとBSODになってしまう可能性が高くなっていた。その後、バージョン2.3のリリース前に修正された。

## 歴史
1998年3月に、開発者のZilmar氏などによる小さなチームで開発がスタートした。翌月にはjabo氏も加わり、元々はアセンブリ言語とCPUに興味を持っていたものの、のちにグラフィックに関わる分野に取り組むことになった。
登場以来長らく、安定したNINTENDO64エミュレータとして評価されていた。また、バージョン1,4のソースコードが公開されていたこともあり、複数人でオンラインプレイができる派生版「Project64k」が登場するなどした。
バージョン1.5のリリース以降、動きがなかったため開発が終了しているものと思われていたが、2005年4月1日に約2年7ヶ月の沈黙を破ってバージョン1.6がリリース。
しかし、次のバージョン1.7の開発中から停滞が見え始め、ベータテストに参加するために20ドルを寄付が必要となったこと、ベータ版がリークされたこと、肝心のベータ版自体がクラッシュしやすく、パフォーマンスと互換性が安定しなかったりと言った事態が相次ぎ、2011年7月にはjabo氏がプロジェクトから離脱し、同時にバージョン１.7も開発が停止してしまう。
その後は一転して、2013年には、当時の唯一の開発者となっていたZilmar氏が、バージョン2.0、バージョン2.1、およびソースコードの公式リポジトリを立て続けに公開。コードの大部分を書き直し、いくつかの互換性の問題が修正され、インタフェースが改良されたものの、デフォルトのプラグインが機能的に劣化し、コア自体でさえ、一部のゲームでパフォーマンスが古いバージョン並みになるなど、停滞傾向に歯止めが掛からなかった。ソースコードは公開されていたものの、開発者が修正やプルリクエストを投稿できる、公開リポジトリがなかったこともあり、プロジェクトは再び休止状態となる。
2015年4月、GitHubに公開リポジトリが開設される。これ以降、x64アーキテクチャへの移植による64bit化、ポータブル化などの改善が次々と行われた。実際に、翌月には64DDソフトに対応した。
2021年5月に20周年を迎え、記念のアップデートが公開された。